# Medalistki mistrzostw Polski seniorów w rzucie granatem
Medalistki mistrzostw Polski seniorów w rzucie granatem – zdobywczynie medali seniorskich mistrzostw Polski w konkurencji rzutu granatem.
Konkurencja ta była rozgrywana podczas mistrzostw Polski tylko w 1952, a więc w szczytowym okresie zimnej wojny. Zwyciężyła Maria Ciach, która w ten sposób jest rekordzistką mistrzostw Polski seniorów z wynikiem 45,18 m (ustanowionym 16 sierpnia 1952).

## Medalistki
| NR – rekord kraju \| PB – rekord życiowy \| SB – najlepszy wynik w sezonie \| NL – najlepszy wynik w polskich tabelach w sezonie |

| Mistrzostwa  | 1. miejsce                     | Rezultat | 2. miejsce                    | Rezultat | 3. miejsce                     | Rezultat |
| Wrocław 1952 | Maria Ciach Włókniarz Tomaszów | 45,18    | Zofia Stańko AZS-AWF Warszawa | 43,32    | Zofia Kozłowska Spójnia Gdańsk | 40,95    |

## Klasyfikacja medalowa
W historii mistrzostw Polski seniorów na podium tej imprezy stanęły 3 miotaczki. 
| Lp. | Zawodniczka     | Złoto | Srebro | Brąz | Razem |
| 1.  | Maria Ciach     | 1     | 0      | 0    | 1     |
| 2.  | Zofia Stańko    | 0     | 1      | 0    | 1     |
| 3.  | Zofia Kozłowska | 0     | 0      | 1    | 1     |